# Germaniciana
Germaniciana (łac. Germanicianensis) – stolica historycznej diecezji w Cesarstwie rzymskim w prowincji Byzacena, współcześnie w Tunezji. Obecnie katolickie biskupstwo tytularne.

## Biskupi tytularni
| Lp. | Biskup                      | Funkcja                                        | Od               | Do                |
| --- | --------------------------- | ---------------------------------------------- | ---------------- | ----------------- |
| 1   | Ludwig Hartl                | biskup pomocniczy Monachium-Fryzyngii (Niemcy) | 13 czerwca 1921  | 22 lipca 1923     |
| 2   | Juan Sastre y Riutort       | wikariusz apostolski San Pedro Sula (Honduras) | 29 kwietnia 1924 | 23 marca 1949     |
| 3   | Joseph Guffens              | wikariusz apostolski-koadiutor Kwango (Zair)   | 14 lipca 1949    | 21 czerwca 1973   |
| 4   | Marco René Revelo Contreras | biskup pomocniczy Santa Ana (Salwador)         | 14 lipca 1973    | 25 lutego 1981    |
| 5   | Filomeno Gonzales Bactol    | biskup pomocniczy Palo (Filipiny)              | 29 lipca 1981    | 29 listopada 1988 |
| 6   | Rafael Sanus Abad           | biskup pomocniczy Walencji (Hiszpania)         | 3 lutego 1989    | 13 maja 2010      |
| 7   | Benedykt Aleksijczuk        | eparcha pomocniczy lwowski (Ukraina)           | 3 sierpnia 2010  | 20 kwietnia 2017  |
| 8   | Andrij Rabij                | eparcha pomocniczy Filadelfii (USA)            | 8 sierpnia 2017  |                   |